# 90
Năm 90 là một năm trong lịch Julius.fifgk